# Ircinia ramosa
Ircinia ramosa är en svampdjursart som först beskrevs av Keller 1889.  Ircinia ramosa ingår i släktet Ircinia och familjen Irciniidae. Inga underarter finns listade i Catalogue of Life.